# Hirten (Burgkirchen an der Alz)
Hirten ist ein Gemeindeteil der Gemeinde Burgkirchen an der Alz im Landkreis Altötting.
Das Dorf liegt im Tal der Alz orographisch rechts von ihr und links vom Walder Mühlbach. Die Staatsstraße 2356 verläuft westlich des Dorfs.

## Geschichte
Namensgebend in Hirten ist der sogenannte „Hürdensteg“ über die Alz, 1508 erstmals urkundlich erwähnt. Am 1. Januar 1969 wurden die Gemeinde Neukirchen an der Alz und die Orte Aichelberg, Auwies, Beiln, Bergham, Brodstrumm, Edhof, Engelsberg, Griesstätt, Gufflham, Gunzing, Hiebl, Hirten, Höresham, Hundsberg, Königshäusl, Lötschau, Magerl, Oswald, Schralling, Thal, Trinkberg und Urfahrn aus der bis dahin selbständigen Gemeinde Gufflham zur neuen Gemeinde Hirten zusammengelegt. Bei der Volkszählung 1970 hatte die Gemeinde 50 Gemeindeteile und 1342 Einwohner. Am 1. Januar 1978 wurde die Gemeinde aufgelöst. Während ein kleinerer Teil in die Gemeinde Kirchweidach umgegliedert wurde, kam der Hauptteil zu Burgkirchen an der Alz.

## Kraftwerk bei Hirten
Bei Margarethenberg endet der von Tacherting kommende Alzkanal der bayerischen Stickstoffwerke. Das Betriebswasser des dortigen Kraftwerks wird bei Hirten direkt in den Kanal der Alzwerke geleitet, der von dort zur Salzach führt, die 5 km nördlich von Burghausen erreicht wird.